# パルテノン神殿 (ナッシュビル)
ナッシュビルのパルテノン神殿(Parthenon)は、アメリカ合衆国テネシー州ナッシュビルに作られたアテネのパルテノン神殿の原寸大レプリカ。1897年のテネシー州制100周年記念万国博覧会のために建てられた。
現在、美術館として機能するパルテノンはナッシュビルのダウンタウンの西部にある大きな公共公園であるセンテニアル・パークの中心に位置している。1990年、アラン・ルクワイアによって再建されたアテナ・パルテノスの像は古代ギリシャ同様、パルテノンの中心となっている。この建物はアテネの神殿の実物大レプリカである。アテナ・パルテノスの像は長い間不在であったが、学者の綿密な研究により忠実に再現された。胸よろいで保護され、ヘルメットをかぶり、左手に盾を持ち、右掌には小さな6フィート (1.8 m)のニケ(勝利)の像がおり、高さ が42フィート (13 m)で8ポンド (3.6 kg)の金箔を使っている。また、像の体と盾の間に巨大な蛇を従えている。建物が完成してから、古代建築の頂点とされるアテネのパルテノン神殿のモニュメントに施された元の色を推測し、可能な限り近い色で装飾した。神殿のメイン・ホールの西の部屋の備え付けられたエルギン・マーブルの石膏の像は、紀元前438年に作られたアテネのパルテノンのペディメントに飾られていたオリジナルの彫刻である。オリジナルの彫刻の他の部分はロンドンの大英博物館とアテネのアクロポリス博物館に所蔵されている。

## 歴史

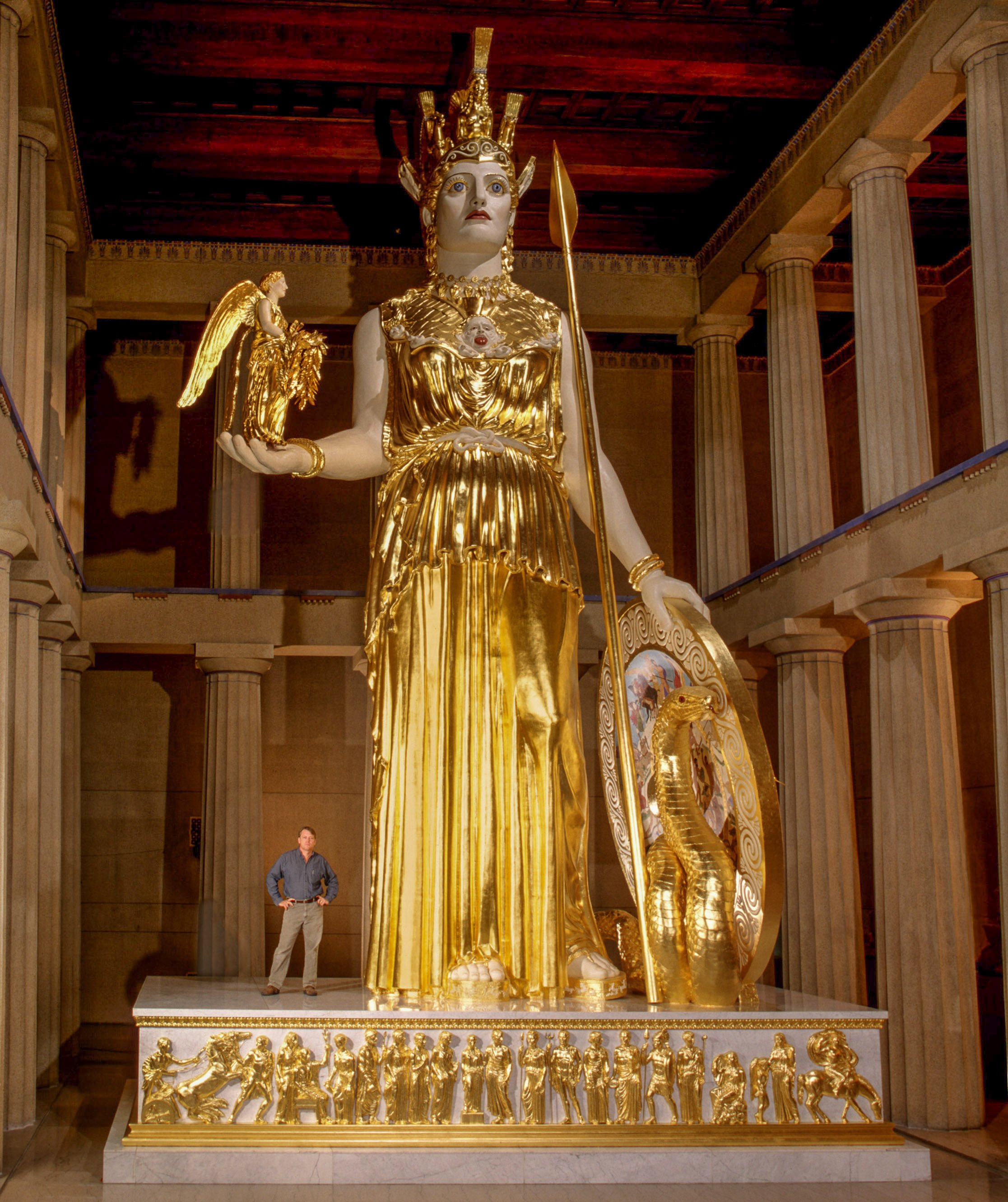
再建されたアテナ・パルテノスの像

原住民以外の白人による入植が1790年代初めに始まったテネシーは、ノースカロライナの西部地域として急速に発展し、1796年、南部において第16番目の州となった。その後、1840年代に古代ギリシヤ哲学やラテン語教育を取り入れる動きが高まり、1850年代までにはナッシュビルが俗称として『南部のアテネ』と呼ばれるようになっていた。その影響下、州の100周年を記念するにあたり1897年（一年遅れの催事）の万博開催の際の中心的建築物とする目的でパルテノン神殿を建造した。世界中多くの人々がこれらの美しさを見に訪れている。
1897年の万博の中心的建造物であったパルテノン神殿により、ナッシュビルの愛称は「南部のアテネ」となった。万博のほとんどの建築物は古代建造物を基に建造されていたが、このパルテノンは唯一正確な復元建造物であり、またナイト・オブ・ピュティオスの建物は万博の後にテネシー州フランクリンに買収され郊外へ移されたが、このパルテノン神殿は唯一ナッシュビル市により保存されている。
万博の責任者であったユージン・キャストナー・ルイス少佐はテネシー州制100周年の中心的建造物としてパルテノン神殿の復元を提案した。ルイスは他にナッシュビル・チャタヌーガ・セントルイス鉄道の土木主任技師を務めていた。元々漆喰、木、レンガで作られたパルテノンのレプリカは保存に適さなかったが、取り壊し費用の問題の他に住民や観光客に人気だったため万博後もそのまま残された。1895年、ジョージ・ジュリアン・ゾルネイがこの建造物の装飾のモデル製作に雇われた。以降20年間、気候により損傷し、1920年に同じ基盤でコンクリートにより再建が開始され、1925年に外装が完成し、1931年に内装が完成した。
1913年と1914年、パルテノン神殿でスプリング・ページェントという大規模な舞台イベントが行われた。500名弱が出演し、鉄道運賃を値下げして近隣州から観客が訪れた。ナッシュビル全体がこの「南部のアテネ」を祝した。1913年の演目は『The Fire Regained 』で当時人気の演出技法で神話的な物語を披露した。1914年の演目は『The Mystery at Thanatos 』で前年と類似した神話的なあらすじであったが、より短く、より好評であった。脚本の複製版がナッシュビル市立図書館に保存されている。これらの舞台で観衆に最も印象づけたのはそのスペクタクルな演出であった。どちらの舞台も戦車競争から壮大なダンス・シーン、何千羽もの生きた鳥、炎などまで幅広く、パルテノン神殿をバックにして行われた。
美術館にはジェームズ・M・コウワンにより寄付された19世紀から20世紀のアメリカの芸術家の63点の常設展示物がある。また企画展示のためのスペースもある。別のギャラリー・スペースでは様々な企画展示やイベントが行われる。
夏期には地元の劇団が背景にこの建物を使用しパルテノンの階段で通常無料でエウリピデスの『メディア』、ソポクレスの『アンティゴネー』などの古代ギリシアの演劇を上演する。他に室内のアテナ・パルテノスの像の下でメアリー・ジマーマンの『メタモルフォーゼス』が上演されたこともある。
2002年、パルテノン神殿は大規模なクリーニングおよび修復が必要となり、全面的改装を行なった。様々な色のライトで柱をライトアップできるようにし、イベントによって多様な様相を見せるようになった。

## ポピュラー・カルチャー
1975年、ロバート・アルトマンの映画『ナッシュビル』の政治集会のクライマックスのシーンに使用された。2010年、『パーシー・ジャクソンとオリンポスの神々』でヒュドラーと戦うシーンの背景に使われた。2006年、カシオトーン・フォー・ザ・ペインフリー・アローンのアルバム『Etiquette 』の収録曲『Nashville Parthenon 』で曲名と歌詞に登場した。2000年、PBSの『Greeks: Crucible of Civilization 』に使用された。
2014年10月22日発売の忌野清志郎のアルバム『夢助』スーパー・デラックス・エディションのジャケットの背景となっている。

## 脚本
1. 1 2  “National Register of Historical Places - Tennessee (TN), Davidson County”. National Register of Historic Places.   National Park Service (2007年3月3日). 2007年3月3日閲覧。
2. ↑  Creighton, Wilbur F., ‘’The Parthenon In Nashville: Athens of the South, From a personal viewpoint’’, JM Press, Brentwood TN, 1989, revised edition 1991
3. ↑  Creighton, Wilbur F., ‘’The Parthenon In Nashville: From a personal viewpoint’’, 1968, self published p.21-22
4. ↑  “Timeline at the Parthenon”.   Metro Parks and Recreation Department, Metropolitan Government of Nashville and Davidson County, Tennessee. 2010年12月13日閲覧。
5. ↑  https://www.universal-music.co.jp/imawano-kiyoshiro/news/2014-08-11_news/